# Immortal Records
Immortal Records ist eine 1994 von Happy Walters und Amanda Scheer Demme gegründete Plattenfirma aus Los Angeles (Kalifornien), welche zunächst von Epic und später von Virgin Records vermarktet wurde.
Das Label, welches sich auf Rock- und Metal spezialisiert hat gilt als Sprungbrett für inzwischen bekannte Bands wie Korn, 30 Seconds to Mars, Adema, Incubus und The Urge. Außerdem hat Immortal Records Soundtracks zu den Filmen Judgment Night, Blade II, Spawn und der Serie Masters of Horror veröffentlicht. Auch brachte die Rockband The Who ihr Livealbum Live in Toronto über Immortal Records auf den Markt.

## Veröffentlichungen (Auswahl)
- 30 Seconds to Mars – 30 Seconds to Mars
- 30 Seconds to Mars – A Beautiful Lie
- Adema – Kill the Headlights
- Incubus – Enjoy Incubus
- Incubus – S.C.I.E.N.C.E.
- Incubus – Make Yourself
- Incubus – Morning View
- Incubus – A Crow Left of the Murder…
- Incubus – If Not Now, When?
- KoЯn – KoЯn
- KoЯn – Life Is Peachy
- KoЯn – Follow the Leader
- KoЯn – Issues
- KoЯn – Untouchables
- KoЯn – Take a Look in the Mirror
- Scary Kids Scaring Kids – After Dark EP
- Scary Kids Scaring Kids – The City Sleeps in Flames
- Scary Kids Scaring Kids – Scary Kids Scaring Kids
- The Urge – Receiving the Gift of Favor
- The Urge – Master of Styles
- The Urge – Too Much Stereo
- The Who – Live from Toronto